# Cheloderus
Cheloderus är ett släkte av skalbaggar. Cheloderus ingår i familjen långhorningar.
Kladogram enligt Catalogue of Life:
| Cheloderus | \| \| Cheloderus childrenii \| \| \| \| \| \| Cheloderus penai \| \| \| \| |
|            | \| \| Cheloderus childrenii \| \| \| \| \| \| Cheloderus penai \| \| \| \| |
|            | Cheloderus childrenii                                                      |
|            |                                                                            |
|            | Cheloderus penai                                                           |
|            |                                                                            |